# Haus Bodelschwingh

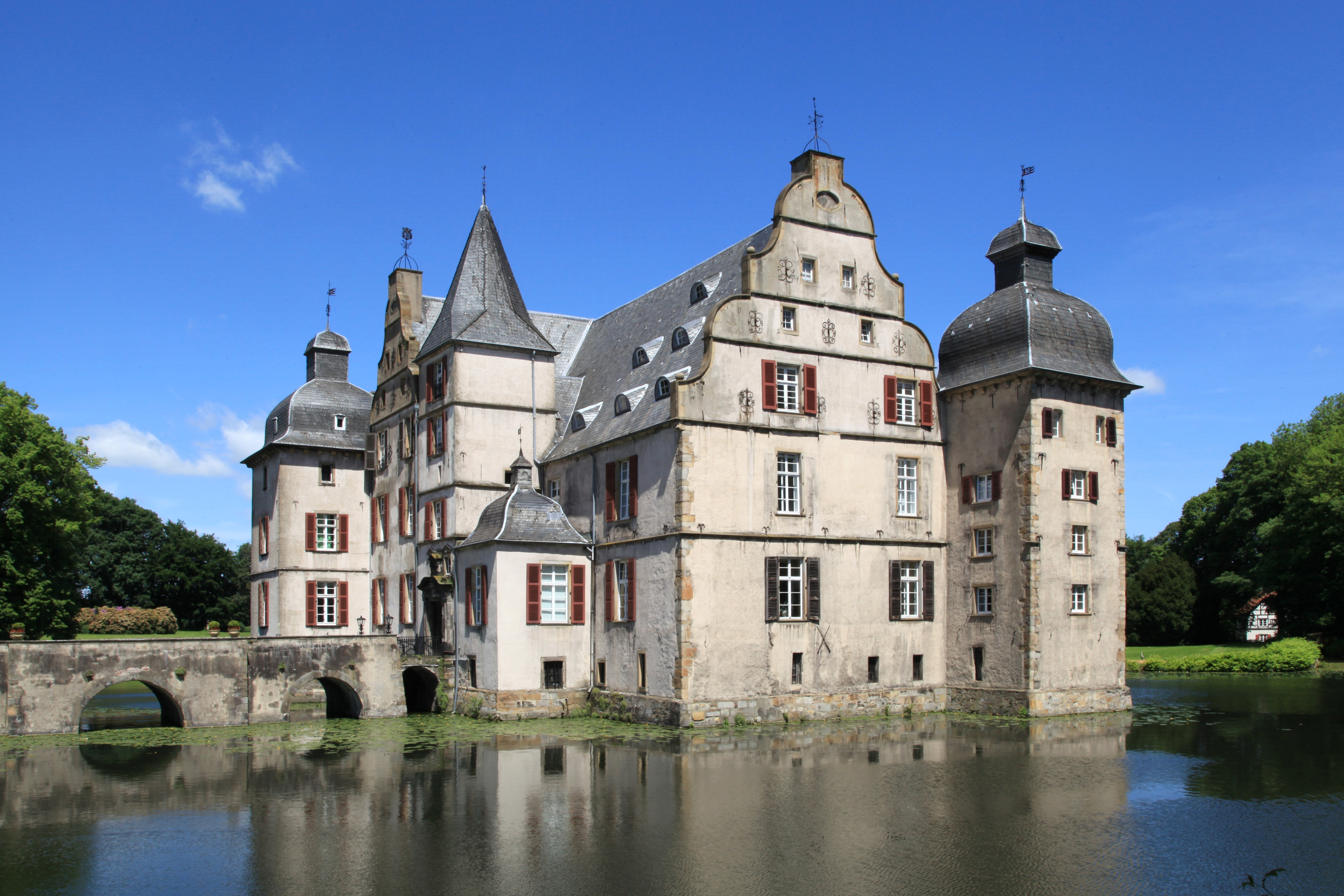
Haus Bodelschwingh, Ansicht von Süden

Das Haus Bodelschwingh ist ein Wasserschloss im Dortmunder Stadtteil Bodelschwingh, der zum Stadtbezirk Mengede gehört. Es ist einer von 18 Adelssitzen in Dortmund und gilt als größte und repräsentativste Anlage im Stadtgebiet.
Das heutige Schloss war Stammsitz der Familie von Bodelschwingh und entwickelte sich aus einem einfachen Zweiraumhaus des Spätmittelalters, das im 16./17. Jahrhundert im Stil der Renaissance erweitert wurde. Durch Heirat der Erbtochter kam es am Ende des 19. Jahrhunderts an die Familie zu Innhausen und Knyphausen, deren Eigentum das Schloss heute noch ist.
Die Anlage ist als Baudenkmal in die Denkmalliste der Stadt Dortmund eingetragen. Der dazugehörige Schlosspark im Stil eines Landschaftsgartens steht seit 1983 ebenfalls unter Denkmalschutz. Das Herrenhaus dient heute als Wohnsitz der Familie zu Innhausen und Knyphausen, die Gebäude der Vorburg sind zu Wohn- und Geschäftszwecken vermietet. Eine Besichtigung der Anlage ist deshalb normalerweise nicht möglich, lediglich zum Tag des offenen Denkmals ist sie alljährlich für interessierte Besucher zugänglich.

## Geschichte

### Mittelalter

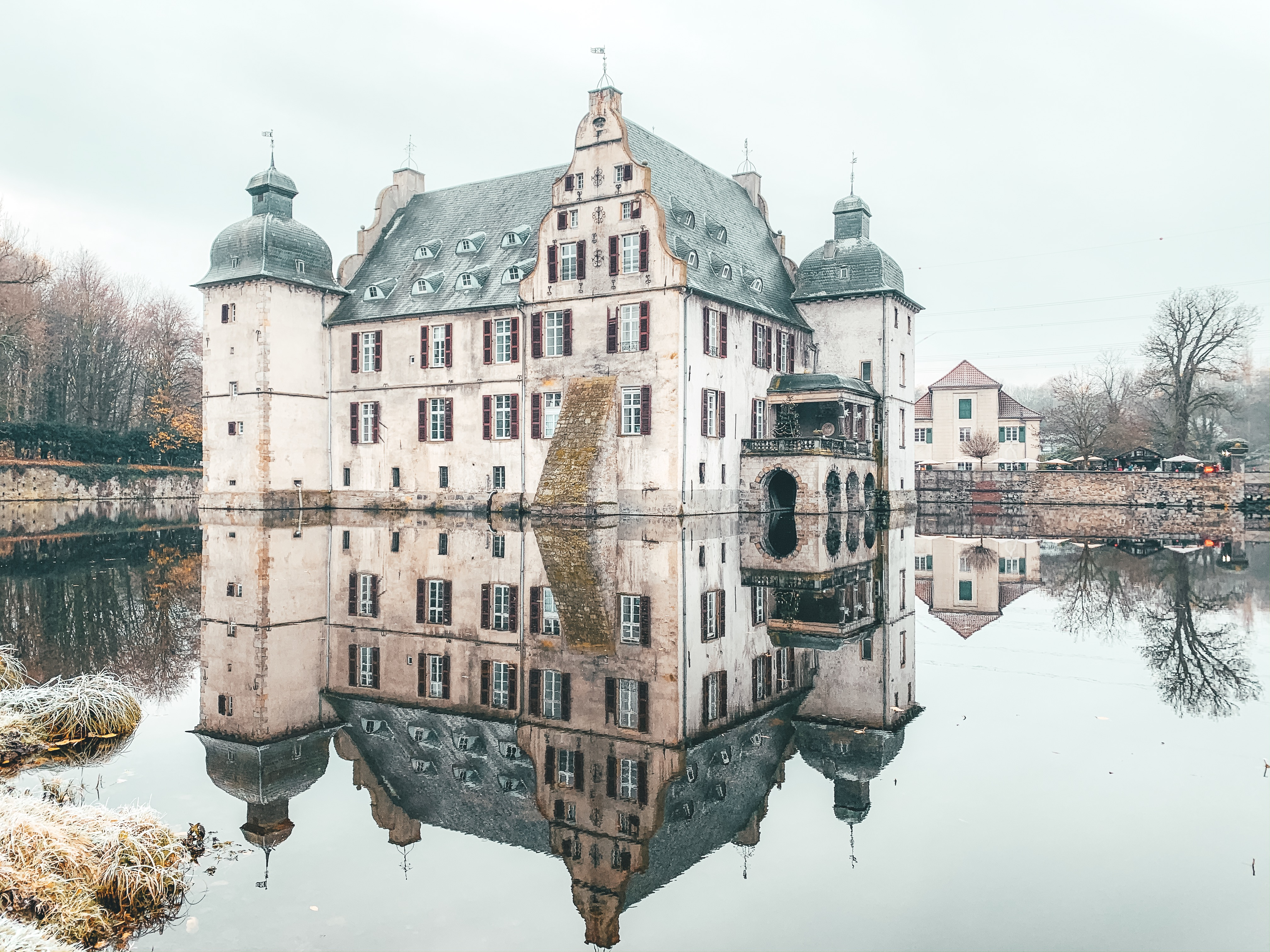
Haus Bodelschwingh erhielt seine heutige Form größtenteils im 16. Jahrhundert. Bild: Sicht von Osten auf das Herrenhaus

Ein Hof Bodelswenge wurde um 1220 erstmals schriftlich erwähnt. Er stand vielleicht im Kern der heutigen Ortschaft, die im 13. Jahrhundert auch als Budenswenge bezeichnet wurde. Das Haus Bodelschwingh findet sich erstmals in einer Urkunde vom 14. Februar 1302, als der Ritter Gis(el)bert genannt Speke (auch Specke und Speck geschrieben) sein manerium et domus (deutsch Gut und Haus) dem Grafen Eberhard I. von der Mark zu Lehen auftrug. Gis(el)berts Familie stammte vielleicht von dem Gut Speke, das zwischen Hattingen und Werden in der Nähe von Blankenstein lag. Bis 1302 war Gis(el)bert Burgmann auf der märkischen Burg Blankenstein und zugleich märkischer Richter in Bochum. Er war möglicherweise durch Heirat oder Erbschaft in den Besitz Bodelschwinghs gekommen. Ab 1320 nannte sich sein Sohn Ernst I. als erster seiner Familie nach dem neuen Besitz „von Bodelschwingh“, der eines von insgesamt zwölf Wasserschlössern auf dem heutigen Dortmunder Gebiet war. Allerdings gehörte Bodelschwingh im Mittelalter noch nicht zur Reichsstadt, sondern lag auf Gebiet der Grafschaft Mark. Im Schutz der damaligen Burg entwickelte sich schon früh eine Ansiedlung mit eigener Kirche, die Burgfreiheit Bodelschwingh, die bis 1928 ihre Selbstständigkeit bewahrte.
Ernst I. von Bodelschwingh und seine Nachfahren vergrößerten ihren Einflussbereich im 14. und 15. Jahrhundert durch Grunderwerb und Ankauf von Gerichtsbarkeiten, so kaufte die Familie zum Beispiel am 1. April 1324 eine Hälfte des Gerichts Mengede und 1366 das Freigericht Bodelschwingh. Am 9. September 1421 wurde Ernst III. von der Stadt Dortmund mit der Herrschaft Mengede belehnt. Ab 1440 ist zudem eine Wassermühle für das Anwesen bezeugt, die nordöstlich des Hauses am Bodelschwingher Bach stand. Mit der Gütervermehrung ging ein erhöhtes Ansehen einher, und Familienmitglieder bekleideten nachfolgend viele hohe Ämter in der Landesverwaltung. Wennemar I. von Bodelschwingh war zum Beispiel Marschall und Rat des Herzogs von Kleve. Ihm war bei Erbteilungen in den Jahren 1489 und 1491 unter anderem das Haus Bodelschwingh zugefallen, während sein Bruder Ernst IV. Haus Mengede erhalten hatte. Durch die Heirat von Wennemars Sohn Gisbert II. mit Anna Staël von Holstein im Jahr 1512 gelangten zudem die Häuser Ickern, Lindenhorst, Waltrop und Westhusen an die Familie Bodelschwingh. Gisberts einziger Sohn Wennemar II. begann im 16. Jahrhundert mit dem Bau des heutigen Wasserschlosses, indem er ein um 1300 errichtetes Zweiraumhaus um einen rechtwinkelig anschließenden Flügel erweiterte. Vermutlich geht auf ihn auch die Einrichtung der Bibliothek des Hauses zurück. Nach seinem Tod 1583 führte sein Sohn Gisbert III. die Arbeiten des Vaters weiter fort, sodass die Anlage ihr heutiges Aussehen im Wesentlichen bereits im 17. Jahrhundert besaß. Zuvor hatte sich Gisbert III. das väterliche Erbe mit seinem jüngeren Bruder Jobst Wilhelm geteilt: Während er Haus Bodelschwingh erhielt, gelangte Haus Ickern an Jobst Wilhelm. Als mit Gerd von Bodelschwingh die Bodelschwingher Familienlinie auf Haus Mengede in männlicher Linie ausstarb, entbrannten zwischen Gisbert III. und den Erben der Familie Bodelschwingh zu Mengede Erbstreitigkeiten und Fehden aus, die für viele Jahre das Reichskammergericht beschäftigten. Die Stadt Dortmund beschloss, bis zur endgültigen Klärung dieses Streits das Haus Mengede Gerds Witwe Katharina von der Recke zu überlassen. Gisbert III. heiratete die Witwe 1605 in zweiter Ehe, um sich wohl die Ansprüche auf den Besitz zu sichern.

### Neuzeit

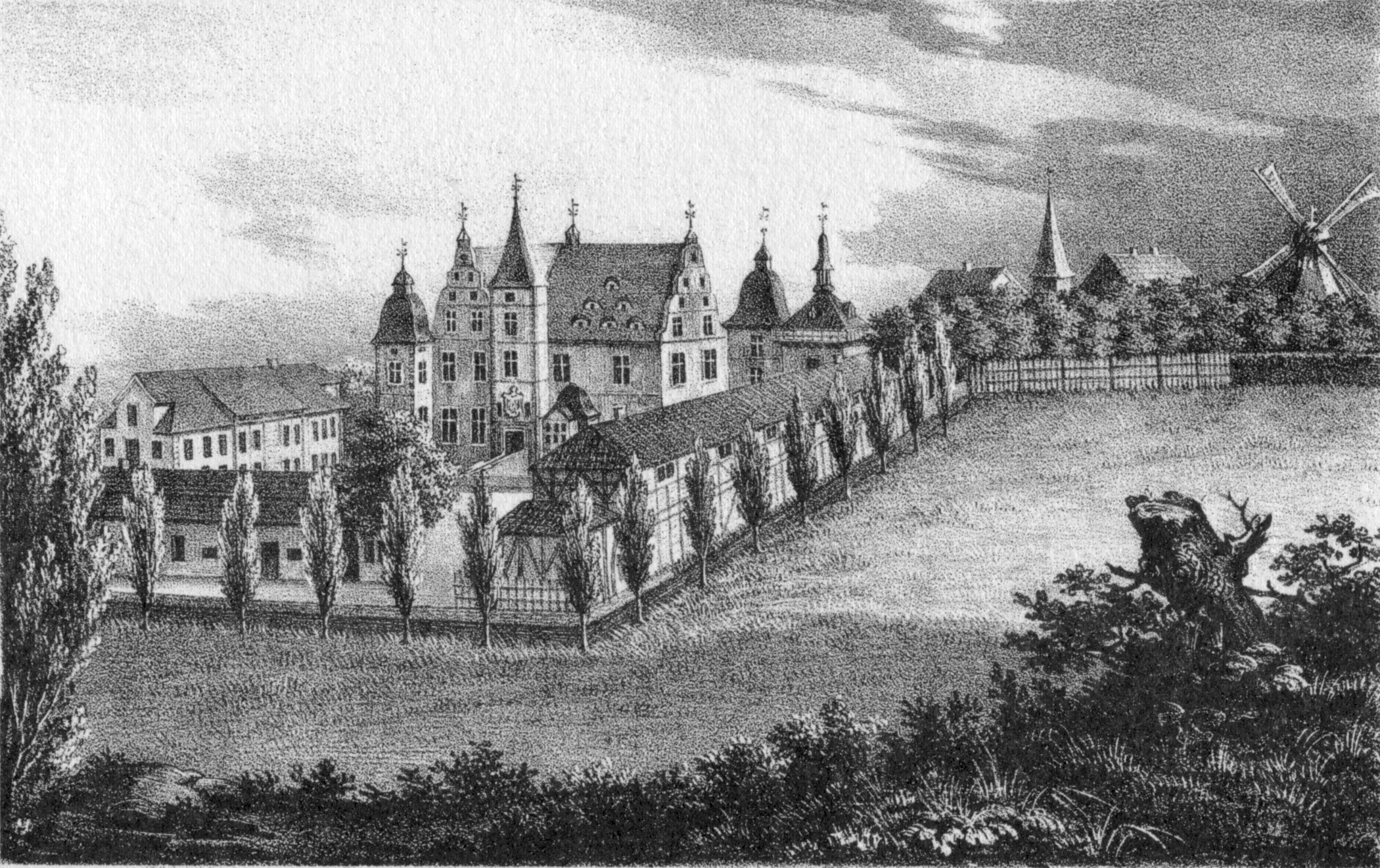
Lithografie des Hauses von Philipp Herle, 1837–1840

Schlossherr Gisbert Bernhard, märkischer Hofgerichtsrat und Direktor der märkischen Ritterschaft, wurde 1637 in den Freiherrenstand erhoben. Über seinen Sohn Wessel Wirich II. kam das Anwesen an dessen Sohn Gisbert Wilhelm. Mit seinem Tod am 13. 1753 erlosch die Familie im Mannesstamm. Schloss Bodelschwingh kam an Gisbert Wilhelms Erbtochter Gisbertine Anna Luise, das einzige Kind und aus der Ehe mit Katharina Sophia Luisa Theodora Vogt von Elspe, die 1728 das Haus Rodenberg mit in die Ehe gebracht hatte. Gisbertine heiratete in zweiter Ehe Mathias von Bodelschwingh-Velmede und hatte mit ihm die Tochter Christine Sophie Luise. Diese brachte Bodelschwingh an ihren Ehemann, den preußischen Kammerherrn und seit 1814 Großkomtur der Deutschordensballei Utrecht, Karl Wilhelm Georg von Plettenberg-Heeren, der bei der Heirat am 19. August 1788 den Namen Bodelschwingh-Plettenberg annahm. Auf ihn gehen wahrscheinlich der Bau des Gästehauses im Vorburgbereich sowie der Orangerie (1945 zerstört) und des Teehäuschens im Schlosspark (auch Billardhäuschen genannt) zurück. Auch das Herrenhaus erfuhr im frühen 19. Jahrhundert eine Veränderung, indem seine damaligen Kreuz- und Querstockfenster durch die heutigen großen Fenster ersetzt wurden. Außerdem ließ der Schlossherr an der Nordwest-Seite des Gebäudes einen überdachten Freisitz in den Hausteich bauen. Karl Wilhelms Sohn Gisbert von Bodelschwingh-Plettenberg wandelte Bodelschwingh 1854 gemäß dem letzten Willen seiner Eltern in einen Fideikommiss um.

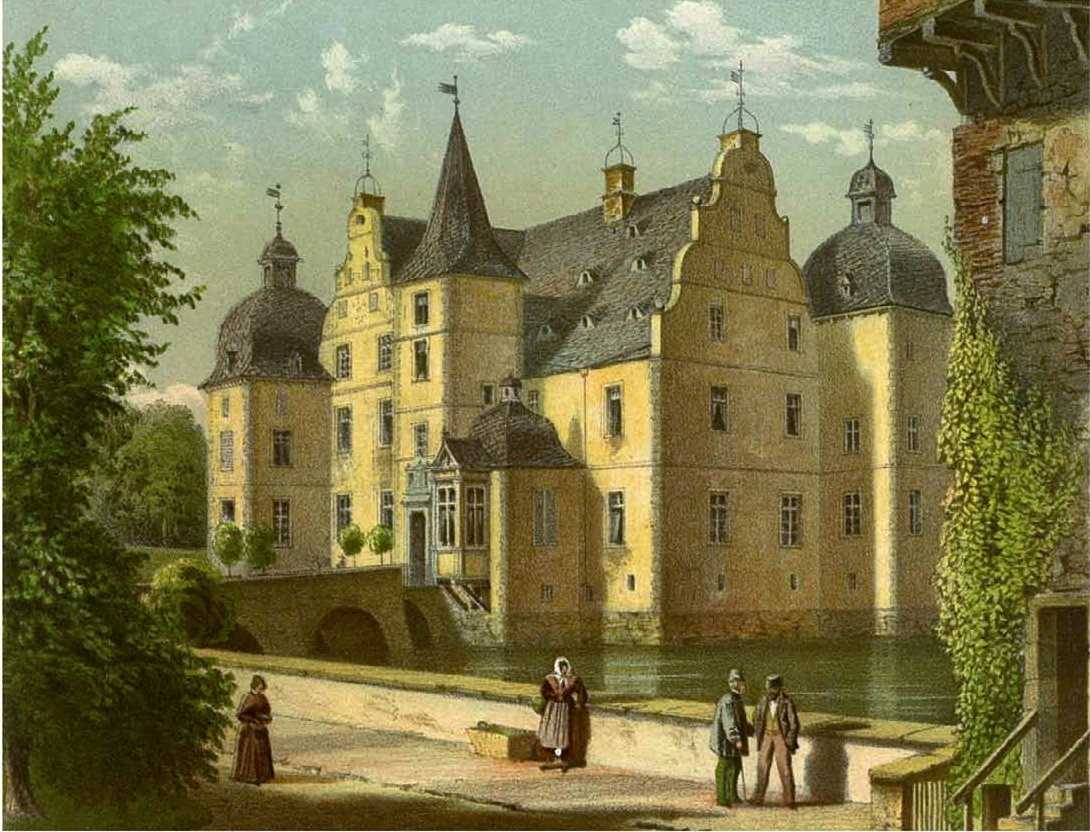
Haus Bodelschwingh zwischen 1857 und 1883

Als sich in den 1870er Jahren der Bergbau im Ruhrgebiet immer weiter ausdehnte, brachte dies gleich zwei Schwierigkeiten für Haus Bodelschwingh mit sich. Carl Gisbert Wilhelm von Bodelschwingh-Plettenberg, Sohn von Gisbert und Marschall des westfälischen Landtags, gelang es zwar gerade noch, die Eröffnung einer Zeche direkt vor seinem Schlossgrund zu verhindern, aber der durch den Bergbau absinkende Grundwasserspiegel drohte den Wasserstand des Hausteichs stark abfallen zu lassen und damit die Eichenholzpfähle der Pfahlrostgründung freizulegen. Dies hätte einen Verfall des Jahrhunderte alten Holzes und somit die Instabilität des Fundaments zur Folge gehabt. Durch eine Vereinbarung mit der Grubenverwaltung 1871 konnte auch diese Gefahr für das Schloss gebannt werden. Bereits 1869 hatte Karl den Garteninspektor Muskaus, Eduard Petzold, mit einer Neugestaltung des Schlossparks beauftragt. Petzold veränderte den kleinen, etwa zwei Hektar großen Barockgarten zu einem Landschaftspark.
1888 in den Grafenstand erhoben, vererbte Karl von Bodelschwingh-Plettenberg den umfangreichen Familienbesitz an sein einziges Kind, die Tochter Wilhelmine von Bodelschwingh-Plettenberg aus seiner Ehe mit Eugenie von Quadt-Wykrath-Hüchtenbruck. Sie hatte 1867 den Reichsfreiherrn Dodo Alexander zu Innhausen und Knyphausen geheiratet und brachte das Haus Bodelschwingh an diese aus Friesland stammende Adelsfamilie. Das Paar nutzte das Anwesen jedoch nicht als Wohnsitz, sondern wohnte auf Haus Dorloh. Ihr ältester Sohn Carl zog nach dem Tod des Großvaters 1907 in Bodelschwingh ein und nahm 1908/1909 erste Restaurierungen an dem Wasserschloss vor. Während der Ruhrbesetzung 1923/1924 war die Anlage 13 Monate lang von französischem Militär belegt. Im Zweiten Weltkrieg blieben die Gebäude unversehrt, obwohl die nächste Umgegend Bodelschwinghs durch zahlreiche Bomben- und Artillerietreffer stark in Mitleidenschaft gezogen wurde. Jedoch kam es gegen Kriegsende zu Plünderungen und Verwüstungen des Hauses, bei denen viele Kunstgegenstände verlorengingen. Wegen des daraus resultierenden schlechten Zustands verzichteten die englischen Besatzungstruppen nach Ende des Krieges sogar auf eine Belegung des Schlosses. Die nötigen Instandhaltungs- und Wiederherstellungsmaßnahmen dauerten bis in die 1960er Jahre. Dabei wurde 1952 unter anderem der Teepavillon im Garten restauriert.

## Beschreibung

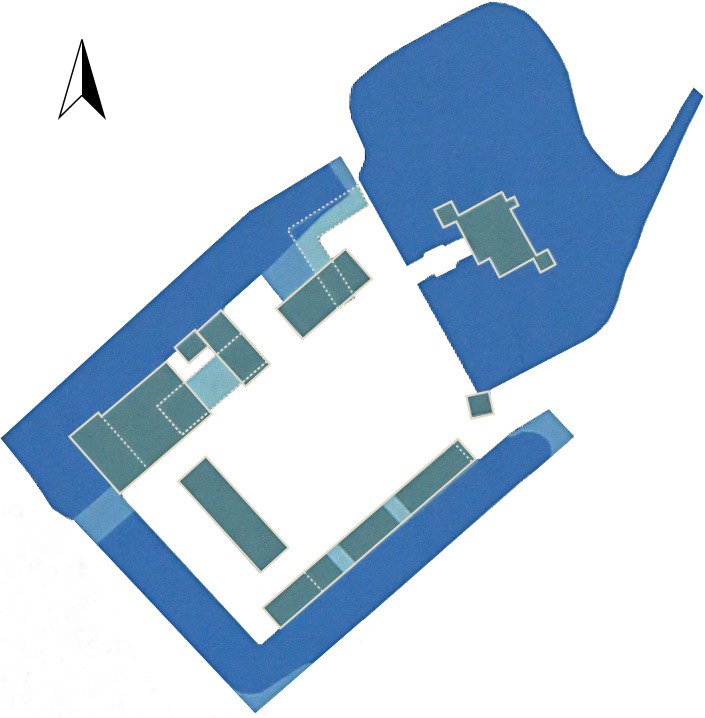
Lageplan der Schlossanlage

Haus Bodelschwingh besteht aus einem Herrenhaus inmitten eines Hausteichs sowie einer südwestlich vorgelagerten Vorburg, die von einer eigenen Gräfte begrenzt wird. Beide Gebäudekomplexe sind von einem 18 Hektar großen Schlosspark umgeben, der in seinem westlichen Bereich durch die Autobahn 45 in Nord-Süd-Richtung durchschnitten wird.

### Vorburg
Eine Lindenallee führt zur Einfahrt des Schlosses, die von einem massiven, quadratischen Turm flankiert wird. Bei diesem  auch Vogtsturm genannten Bau handelt es sich wahrscheinlich um einen Wohnturm, den die Herren von Bodelschwingh bewohnten, ehe sie in das neu errichtete Zweiraumhaus umzogen. Der Turm wäre somit das älteste Bauwerk der gesamten Schlossanlage und war vielleicht ursprünglich von einem Erdhügel und einem eigenen Wassergraben umgeben. Seine beiden unteren Geschosses zeigen vermutlich spätmittelalterliches Bruchsteinmauerwerk, während das zweite Obergeschoss aus Backstein errichtet ist. In letzterem befindet sich der einstige Hocheingang. Darüber erhebt sich ein auskragendes viertes Fachwerkgeschoss aus Eichenholz, das in seiner heutigen Form aus dem 18. Jahrhundert stammt. Den oberen Abschluss des Baus bildet ein Pyramidendach mit Dachreiter.
Die einstigen Wirtschaftsgebäude der Anlage, unter anderem die ehemalige Rentei, gruppieren sich hufeisenförmig um einen längsrechteckigen Binnenhof. Dessen südwestliche Schmalseite wird von einem Gebäude begrenzt, das im Kern aus dem 18. Jahrhundert stammt. Seine großen Toreinfahrten verdeutlichen sehr gut seine einstige landwirtschaftliche Verwendung. An der nördlichen Ecke des Vorburggeländes findet sich das 1829 errichtete Gästehaus im strengen Berliner Klassizismus wie er von Karl Friedrich Schinkel geprägt wurde. Seine Mittelrisalite sind von Halbgeschossen überhöht und besitzen breite Lisenen als vertikale Gliederung. In den 1980er Jahren wurden sämtliche Vorburggebäude modernisiert und zu Mietwohnungen sowie Geschäftsräumen umgewandelt.

### Herrenhaus

Grundriss des Herrenhauses

Vom Vorburggelände führt eine dreibogige Bogenbrücke zum Herrenhaus der Anlage. Sie zeigt die Wappen Gisberts III. von Bodelschwingh und seiner Frau Katharina von der Recke und wurde entsprechend nach der Heirat des Paares 1605 errichtet. Ihr letztes Stück direkt vor dem Portal des Gebäudes war ursprünglich einmal ein bewegliches Zugbrückenteil, ist heute aber durch ein festes, gemauertes Stück ersetzt.
Das Herrenhaus  ist ein zweigeschossiger Bau mit Eckquaderungen, der in einem großen Hausteich auf einem Pfahlrost aus Eichenholz steht. Es hat im Großen und Ganzen sein Erscheinungsbild des 16./17. Jahrhunderts erhalten. Sein Mischmauerwerk wurde aus Back- sowie Werksteinen errichtet und ist weiß verputzt. Das Gebäude besteht aus zwei Flügeln unterschiedlichen Alters, in deren Winkel ein schlanker, polygonaler Tor- und Treppenturm mit achteckigem, spitzen Helm steht. Sein Portal zeigt sich in neobarocken Formen und resultiert aus einer Veränderung im Jahr 1909. Darüber findet sich eine Steinplatte mit der Jahreszahl 1565 und den Wappen Wennemars II. von Bodelschwingh sowie seiner zweiten Frau Isabella Elisabeth von Wachtendonk. Im Inneren des Treppenturms befindet sich eine Spindeltreppe, die in das Obergeschoss führt. Der Turm ist allem Anschein nach nie vollständig fertiggestellt worden, sondern wurde kurz nach seiner Errichtung viereckig ummantelt und im ersten Obergeschoss mit einer quadratischen Kammer ausgestattet, die über eine Treppe in der Mauerstärke erreichbar war. Südlich neben dem Turm findet sich eine eingeschossige Auslucht, von deren ehemaligem Erker die Kontrolle der Zugangsbrücke möglich war.
Eine Tür im Stil des Manierismus führt im Erdgeschoss vom Eingangsturm zu den Wohnräumen, die sich in zwei rechtwinkelig aneinanderstoßenden Trakten befinden. Der ältere von beiden im heutigen nordwestlichen Teil des Hauses entstand aus einem rechteckigen Wohnbau aus der Zeit um 1300, der im Erdgeschoss mit einem zu jener Zeit üblichen Flächenverhältnis von 2:1 in einen Saal und eine Saalkammer aufgeteilt war. Im Saal steht heute der sogenannte Kambyses-Kamin aus der Zeit zwischen 1547 und 1583. Seinen Namen besitzt er aufgrund eines Gerechtigkeitsbildes in Form eines ovalen Reliefs in seinem Sturz aus grünem Sandstein. Es stellt Herodots Kambyses-Geschichte dar, in welcher der persische König seinen korrupten Richter Sisamnes bei lebendigem Leib häuten ließ, um mit dieser Haut als Mahnung den Richterstuhl seines Nachfolgers zu bespannen. Rechts und links neben dem Relief finden sich die Wappen Wennemars II. und seiner Frau Isabella Elisabeth aus gelblich-weißem Sandstein. An den Schmalseiten des Rauchkastens besitzt der Kamin vollplastische Büsten in Medaillonform, die einen bekrönten Mann und eine Frau darstellen. Unter dem Saal befindet sich die älteste Kellerpartie. Dort tragen gemauerte Rundpfeiler ein dreijochiges Bandrippengewölbe. Die benachbarten Kellerräume besitzen Kreuzgrat- und Tonnengewölbe jüngeren Datums.
An der West- und Ostecke des Herrenhauses stehen quadratische Pavillontürme mit Welschen Hauben. Der Ostturm stammt in etwas aus der gleichen Zeit wie der jüngere der beiden Herrenhaustrakte. Im Kellergeschoss weist er Schießscharten mit schrägen Gewänden auf. Der westlich Eckturm kann heute nicht mehr datiert werden, denn er war 1871 eingestürzt und wurde anschließend nach dem Vorbild des Ostturms neu aufgemauert. Die verschiedenen Gebäudeteile sind unter hohen, schiefergedeckten Satteldächern mit Fledermausgauben gefasst. Ihre für die Renaissance typischen Schweifgiebel besitzen Kugelaufsätze und Gesimse aus Sandstein. Auf den Turmdächer und Schornsteinen stehen Wetterfahnen.

### Schlosspark und Familienbegräbnis

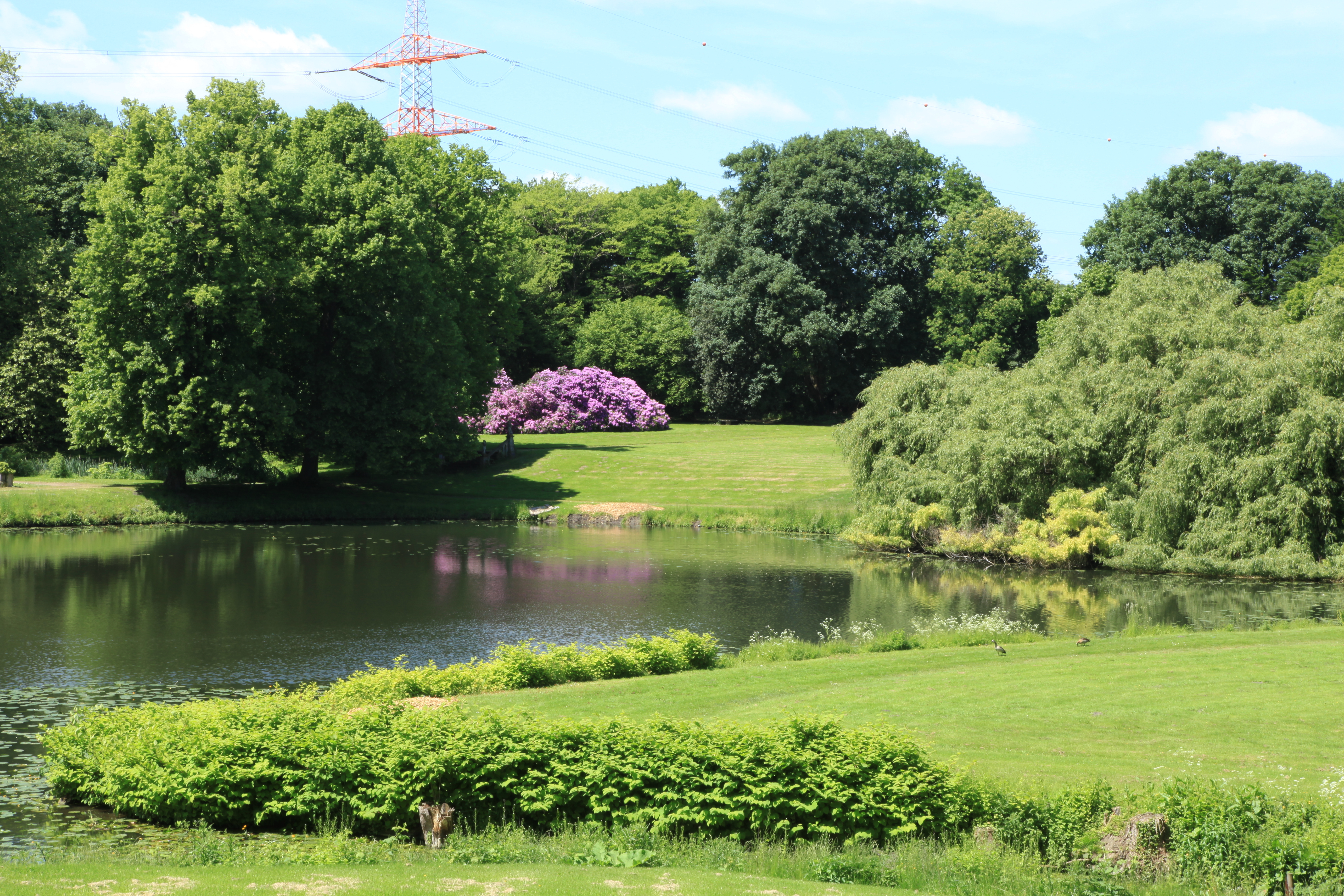
Partie des Schlossparks

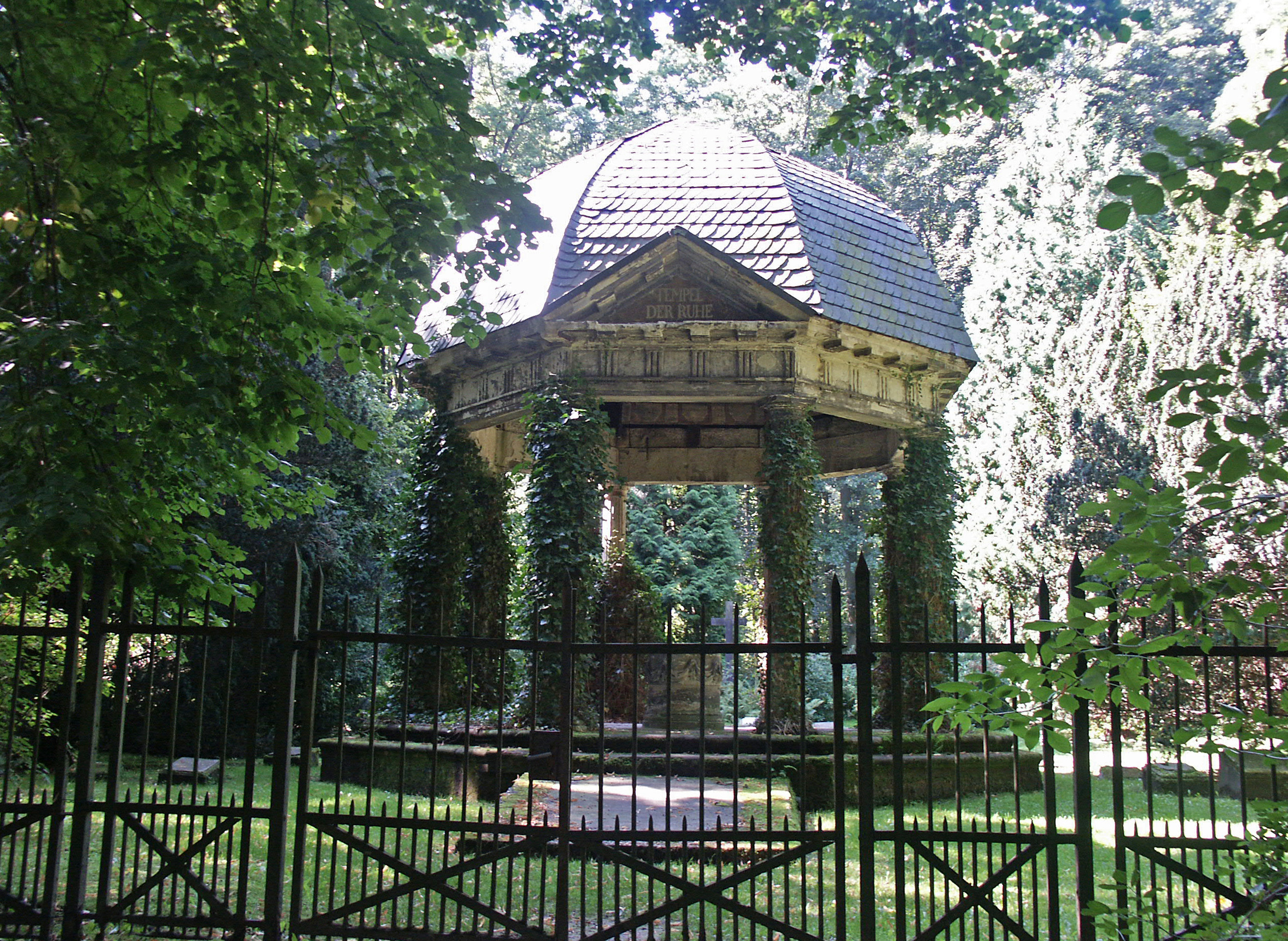
Das Familienbegräbnis

Die Wurzeln des heutigen Schlossparks reichen bis mindestens ins 18. Jahrhundert zurück. Zeugen dafür sind drei stark verwitterte Gartenskulpturen auf der Rasenfläche des Vorburghofs, wie sie in barocken Gartenparterres üblich waren. Der Schlossgarten lag früher nordwestlich des Herrenhausteichs und ist in seiner Grunddisposition nur noch grob zu erahnen. Außerdem gehörten ein Fischteich, ein Eiskeller und ein Küchengarten zu den Außenanlagen des Schlosses. Erreichbar ist dieser Teil über eine steinerne Gartentreppe mit den Wappen Gisbert Bernhards von Bodelschwing und seiner Frau Anna von Bernsau. Auf deren Geländer stehen drei Putten aus Steinguss, die drei Jahreszeiten darstellen. Eine vierte, den Winter verkörpernde Figur wurde vor einigen Jahren gestohlen. Um 1800 wurden Veränderungen am Garten vorgenommen. Dazu zählten die Errichtung eines Teehäuschens und die Installation einer auf kannelierten Säulen ruhenden Sonnenuhr aus Eisen. Diese ist aufgrund von Vandalismus nur noch in Resten erhalten, ebenso wie Vasen, deren Scherben noch in der entsprechenden Parkpartie zu finden sind. Ein einstmals vor dem Teepavillon stehender Springbrunnen ist heute vollkommen verschwunden, das Teehäuschen wurde 1984 durch Brandstiftung zerstört. Ein heute vermauertes Gartentor im nordöstlichen Bereich der Gartenmauer zeigt die Formensprache der Renaissance. Es stand am Beginn eines geradlinigen Weges, der den Barockgarten der Länge nach teilte und im Westen in eine heute noch existierende Ahornallee mündete. Sie führte zum Familienbegräbnis, das um 1802 im Bodelschwingher Wald angelegt wurde. Über der Gruft steht ein achteckiger Monopteros im klassizistischen Stil. Kannelierte toskanische Säulen tragen einen Architrav und darüber ein schiefergedecktes Kuppeldach. Der Frontgiebel zeigt den Schriftzug „Tempel der Ruhe“. Mittig im Tempel steht ein runder Grabaltar, dessen Relief hängende Tücher andeutet. Seit der Schlosspark durch die Autobahn 45 durchschnitten wird, ist das Familienbegräbnis vom übrigen Schlossensemble durch den Autobahnwall getrennt.
Das heutige Aussehen des Bodelschwingher Parks geht auf eine Umgestaltung in der zweiten Hälfte des 19. Jahrhunderts unter Eduard Petzold zurück. Er legte einen Landschaftsgarten an und band den bis dahin existierenden barocken Garten landschaftlich verändert mit ein. Über 150 verschiedene Gehölzarten ließ Petzold seinerzeit pflanzen, darunter auch einige Solitäre, die heute Naturdenkmale sind.
Schlossteich und Gräfte Bodelschwinghs werden durch den Bodelschwingher Bach gespeist, der in alten Karten auch als Mühlenbach bezeichnet wurde. Der alte Name deutet auf die seit dem 15. Jahrhundert existierende Schlossmühle hin, die heute noch nordöstlich des Herrenhauses steht.